# القليعة (ولاية تيبازة)
القليعة مدينة تقع غرب الجزائر العاصمة ب 26 كلم. تعد من المدن الموريسكة أسست سنة 1550 من طرف زعيم باشا
ليين والغرناطيين والبلنسيين وأسسها حسن باشا بن خير الدين بربروس. يحترف أهلها الصناعة والفلاحة والحرف التقليدية.
و هي تعد من أكبر مدن غرب العاصمة الجزائر من حيث الكثافة السكانية والنشاطات التجارية والصناعية، كما تعد من أهم قطب الدراسات العليا والجامعية

## التاريخ

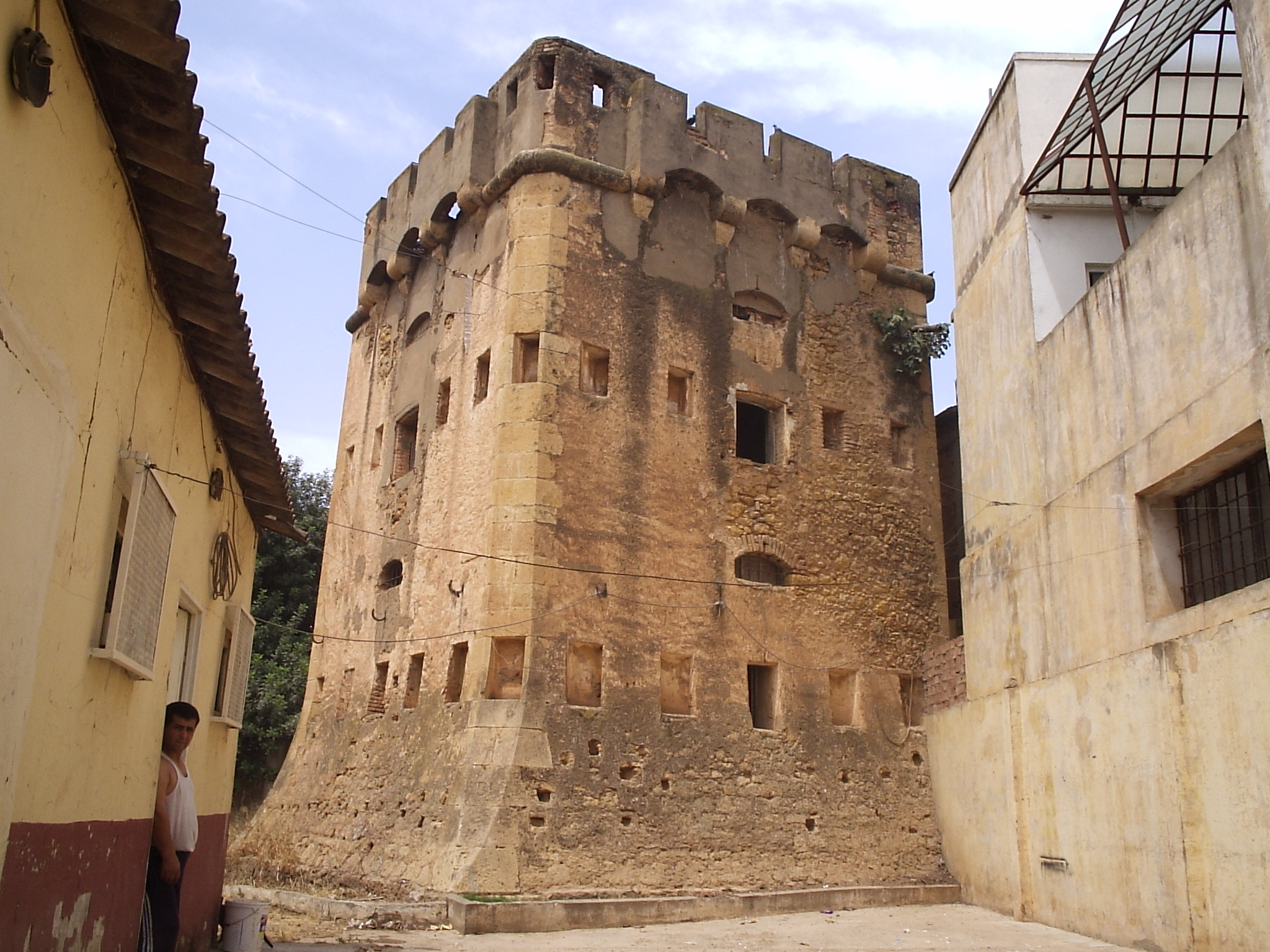
قليعة تمبوروف بقايا حصن عثماني جدده الفرنسيون

مدينة القليعة تاريخها يمتد إلى ما قبل مجيئ الأندلس المطرودين

## التعليم الجامعي
تضم هذه البلدية العديد من مؤسسات التعليم الجامعي، منها:
1. القطب الجامعي تحت وصاية وزارة التعليم العالي والبحث العلمي و
2. يضم المدرسة العليا للتجارة
3. المدرسة الوطنية العليا للإحصاء والاقتصاد التطبيقي،
4. المدرسة الوطنية للمناجمنت،
5. مدرسة الدراسات العليا التجارية،
6. المدرسة الوطنية العليا للضرائب والمعهد العالي للاقتصاد الجمركي وهي تابعة لوزارة المالية.
7. المدرسة العليا للتجارة.[3]

تحتوي المدينة أيضا على مدرستين تابعتين لوزارة العدل وهما :
1. المدرسة العليا للقضاء
2. المدرسة الوطنية لإدارة السجون.

## الشؤون الدينية

### المساجد
- مسجد دواجي،
- المسجد العتيق،
- مسجد سيدي علي مبارك،
- مسجد الامام مالك،
- مسجد عمر بن عبد العزيز،
- مسجد عمر الخطاب،
- مسجد حي كركوبة 1،
- مسجد حي كركوبة 2،
- مسجد طريق بواسماعيل،
- مسجد حي بلال،
- مسجد حي قيسارلي مزافران،
- مسجد حي سويداني بوجمعة،
- مسجد حوش الزلاميت
- مصلى بحي 800 مسكن

والتي تشرف عليها مديرية الشؤون الدينية والأوقاف لولاية تيبازة تحت وصاية وزارة الشؤون الدينية والأوقاف

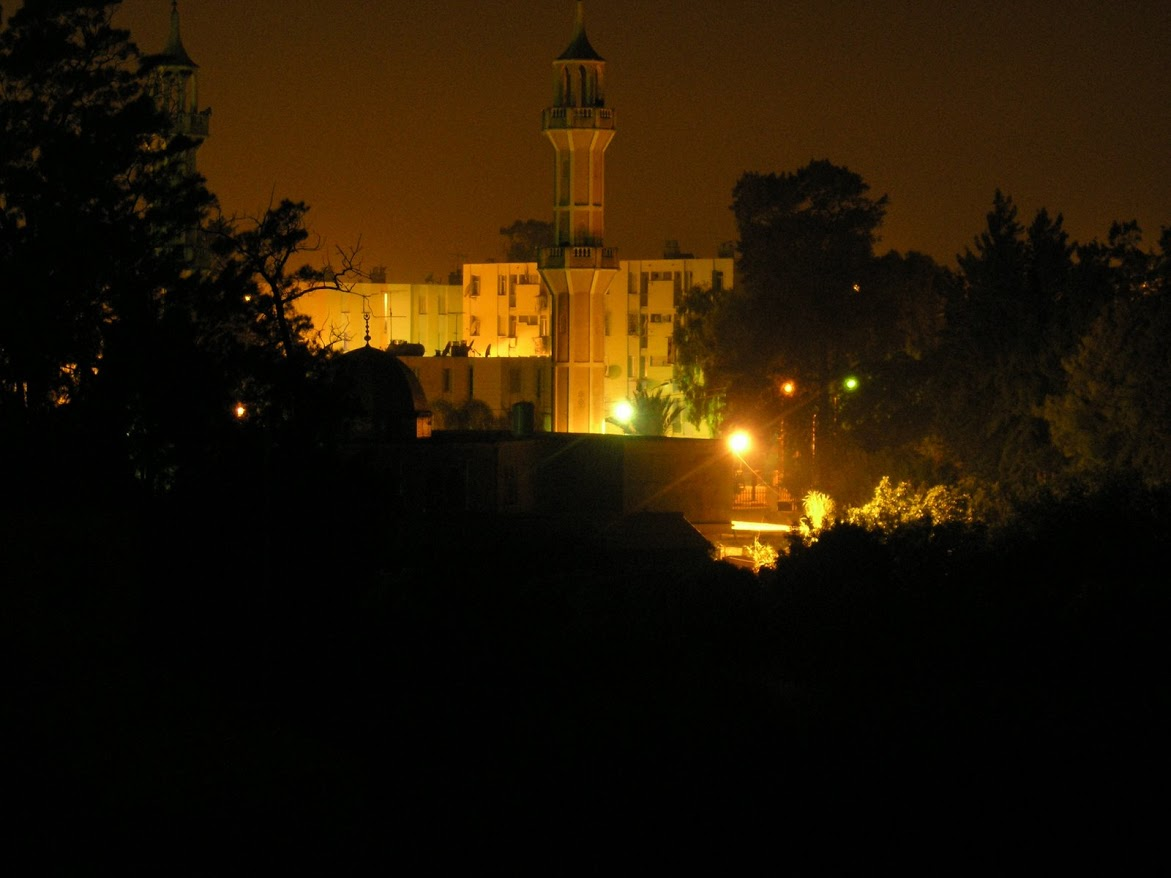
مسجد القليعة
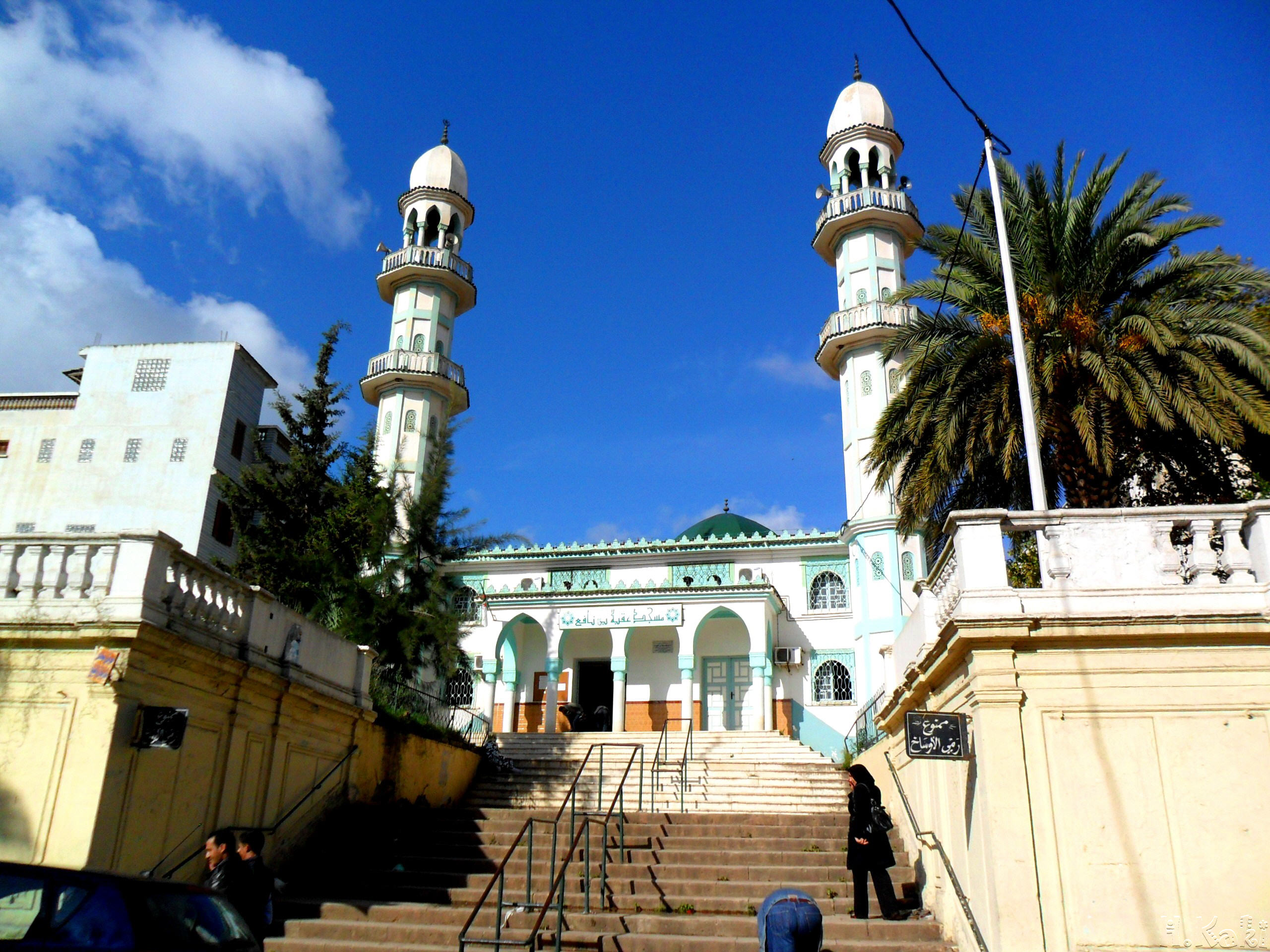
مسجد عقبة بن نافع

### الزوايا
- «زاوية سيدي علي مبارك» (القليعة).

## رياضة
- نجم القليعة

## أعلام
- محمد محمدي باي بن خان
- بوبكر ربيح
- علي مسيلي
- الهواري فرحاني

## وصلات خارجية
- "القليعة" الجزائرية.. مدينة تاريخية بطابع أندلسي